# Idea djampeana
Idea djampeana är en fjärilsart som beskrevs av Hans Fruhstorfer 1899. Idea djampeana ingår i släktet Idea och familjen praktfjärilar. Inga underarter finns listade i Catalogue of Life.